# Crawford-Wüstenspitzmaus

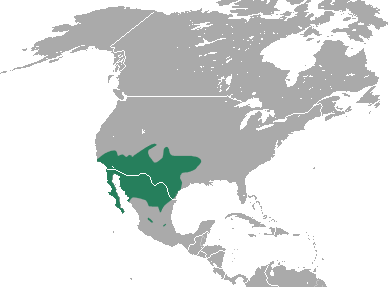
Verbreitungsgebiet der Crawford-Wüstenspitzmaus

Die Crawford-Wüstenspitzmaus (Notiosorex crawfordi) ist ein Säugetier in der Familie der Spitzmäuse. Die Art ist nach S. W. Crawford benannt, der den Holotyp fand.

## Merkmale
Mit einer Gesamtlänge von 77 bis 93 mm, inklusive eines 27 bis 33 mm langen Schwanzes, zählt die Art zu den größeren Vertretern der Gattung der Grauen Wüstenspitzmäuse. Sie hat silbergrau bis braungraues Fell auf der Oberseite und etwas helles Fell unterseits. Auffällig sind lange Vibrissen.

## Verbreitung und Lebensweise
Das Verbreitungsgebiet dieser Spitzmaus liegt im Südwesten der USA sowie im Norden Mexikos. Sie kann auch auf kleineren Inseln in Küstennähe angetroffen werden. Im Gebirge erreicht die Crawford-Wüstenspitzmaus 2.600 Meter Höhe. Als Habitat dienen hauptsächlich Halbwüsten mit verstreuter Vegetation, z. B. Agaven. Die Spitzmaus besucht weiterhin kleinere Baumbestände in der Nähe von Flüssen oder Wiesen.
Die Crawford-Wüstenspitzmaus frisst vorwiegend Würmer, Insekten und Raupen, die mit Aas, Kleinvögeln und kleineren Eidechsen komplettiert werden. Das Nest besteht aus Pflanzenteilen wie Gras, Rinde oder Fasern von Maiskolben sowie aus gefundenen Vogelfedern. Exemplare, die zusammen in Gefangenschaft gehalten wurden, waren weniger aggressiv zueinander als andere Spitzmäuse. Ein Wurf besteht aus 3 bis 5 Jungtieren.

## Status
Diese Spitzmaus wird von Eulen gejagt. Für den Bestand liegen keine nennenswerten Gefahren vor. Die IUCN listet die Crawford-Wüstenspitzmaus als nicht gefährdet (Least Concern).